# Parafia św. Antoniego Padewskiego w Krzeszycach
Parafia św. Antoniego Padewskiego w Krzeszycach – rzymskokatolicka parafia we wsi Krzeszyce, należąca do dekanatu Sulęcin diecezji zielonogórsko-gorzowskiej, metropolii szczecińsko-kamieńskiej w Polsce, erygowana 1 czerwca 1951. Mieści się przy ulicy Słonecznej.